# Siter
Siter (románul: Șișterea) falu Bihar megyében, Romániában.

## Fekvése
Nagyváradtól 21 km-re, Hegyközcsatártól 6 km-re északra található. Jelenleg Hegyközcsatár közigazgatási fennhatósága alá tartozik.

## Földrajza
Siter a Réz-hegységhez nyugatról csatlakozó Hegyköz dombvidék nyugati lábánál, az Alföld keleti szélén, a Kansza patak mellett fekszik. A patak északnyugatra tartva rövidesen a falut délről kerülő, előbb nyugatra tartó, aztán Hegyköztótteleknél északra forduló Bodozó patak jobb oldalába fut, az egyesült víz innen Sásvölgyi (Sasvölgyi) patak néven északra folyik és Szalárdnál a Berettyó bal oldalába ömlik. A falu keleti határából észak-északnyugatra induló Siter (később: Szépasszony) patak Szalárd mellett a Sásvölgyi patak jobb oldalába fut. Északra a Kenyeres mező, észak-keletre a Kis erdő és a Felső mező, keletre a Lác nevű határrészek terülnek el, ez utóbbitól délebbre a Török halála , délkeletre a Bárdos, délre a Bihari (Uradalmi) erdő nevű dombvidéki határrészek, nyugatra az Uradalmi erdő nevű sík határrész húzódik.
Környező települések: Észak-keletre Alsótótfalu (7,6- 5,4), dél-keletre Sitervölgy (4,6- 3,5), nyugatra Hegyköztóttelek (3,3), észak-nyugatra Szalárd (8,9- 8,4).
1913-ban Siter részei voltak Bangétamajor és Harasztpuszta telepek. 1944-ben Harasztpuszta és Törökhalál telepek tartoztak hozzá.

## Névváltozatok
1291-1294: villa Suhtur, Sehtu; 1332: sacerdos de villa Sehechter; 1333: Gethus (Séthus); 1334 Gehter (Sether); 1336: Sehter; 1421: Sehther, Sether; 1489: Seyther; 1599: Seyter; 1692, 1800: Siter; 1828: Sistyir; 1851: Siter;

## Lakossága
| Év   | magyar | román | német | szlovák | zsidó | cigány | Összesen |
| ---- | ------ | ----- | ----- | ------- | ----- | ------ | -------- |
| 1880 | 843    | 67    | 3     | 1       |       |        | 949      |
| 1890 | 1010   | 32    | 0     | 0       |       |        | 1042     |
| 1900 | 1258   | 15    | 10    | 12      |       |        | 1295     |
| 1910 | 1070   | 15    | 1     | 1       |       |        | 1164     |
| 1920 | 1075   | 96    | 14    |         | 6     |        | 1196     |
| 1930 | 1053   | 66    | 7     |         | 3     |        | 1135     |
| 1941 | 1154   | 30    |       | 2       | 1     |        | 1189     |
| 1944 | 1154   | 30    | 3     | 3       |       |        | 1189     |
| 1956 | 1154   | 30    |       | 0       | 0     |        | 1250     |
| 1966 | 1027   | 138   |       | 0       |       | 1      | 1166     |
| 1977 | 871    | 84    |       | 2       |       | 0      | 957      |
| 1992 | 637    | 33    | 0     | 0       |       |        | 670      |
| 2002 | 596    | 43    |       | 4       |       | 20     | 663      |

## A siteri műemléktemplom és falképei

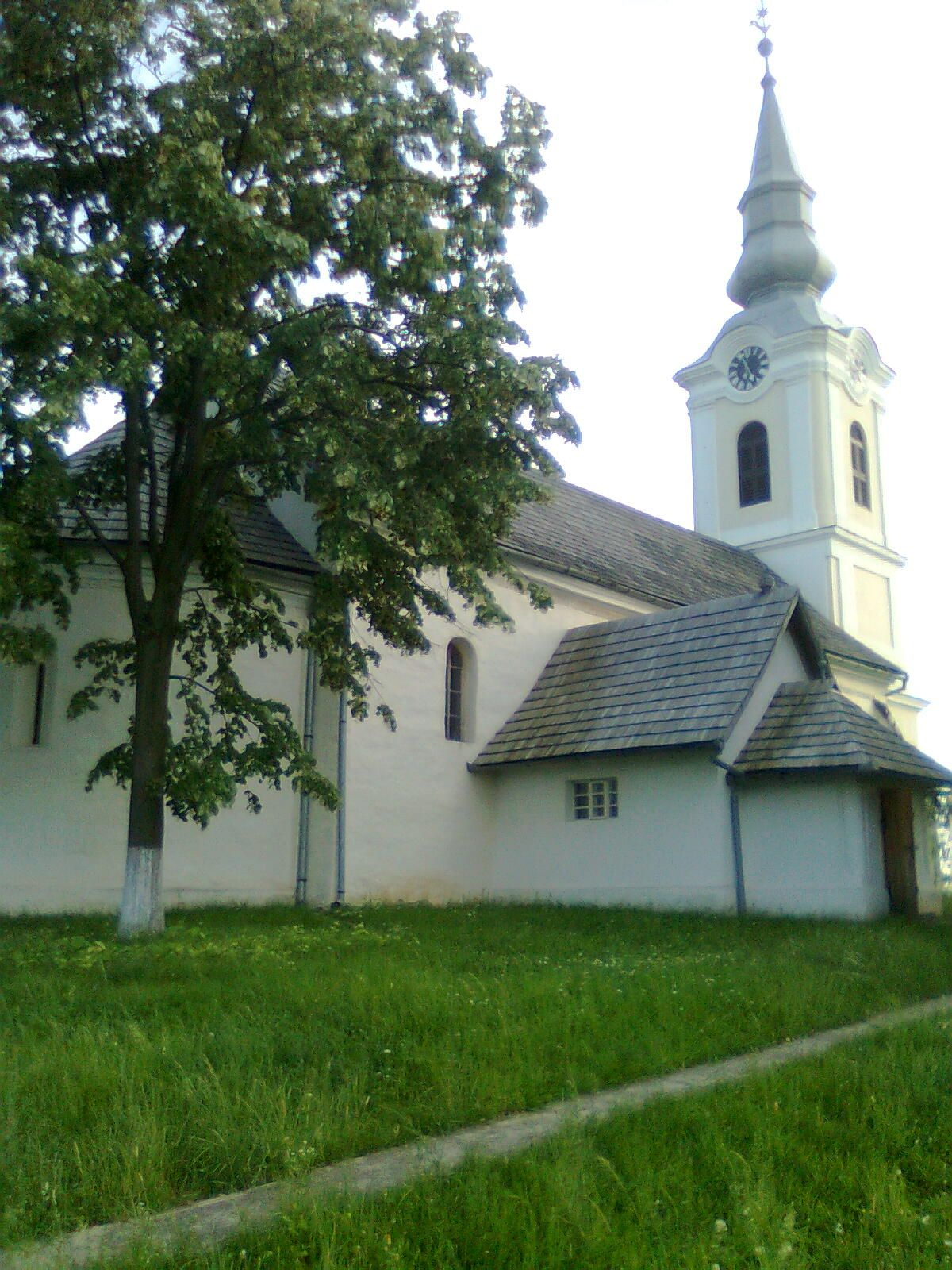
Református templom

A Nagyváradtól észak–északnyugatra fekvő Hegyköz vidékének egyik legérdekesebb, számos meglepetést rejtő műemléktemplomát 2002-ben kezdték el kutatni, a Nemzeti Kulturális Örökség Minisztériuma támogatását elnyerő helyreállítást előkészítendő. Az alaprajzi elrendezésből és a 18. századtól fogva számon tartott falképek jelenlétéből ismert volt középkori eredete, bár ezt csak az épület keleti felével kapcsolatban feltételezték.
Siter temploma a tiszántúli református püspök Hunyadi Szabó Ferencnek egy 1794-ben megjelent művében szereplő leírással vonult be a művészettörténeti irodalomba. Hunyadi számára Síter elsősorban a templomban már akkor ismert falképeknek köszönhetően került etimológiai tárgyú példázatai sorába, de emiatt keltette fel később Révész Imre, Lugossy József és Rómer Flóris érdeklődését is.
A falu valószínűleg már 1395-től az egész középkoron át a 18. századig a Csáky család birtokában marad, bár birtokosként szerepel itt a későbbi fejedelem, Bocskai István is 1599-ben. Az egyházközség a kegyurak református hitre térését valószínűleg azonnal követte 1558 körül s a később a rekatolizált Csákyak faluja meg is maradt döntőrészt reformátusnak a hódoltságot követően is.
A falu újkori birtokosai közt voltak a Korniss, Vay és Zichy családok. Vay Ábrahám, a Magyar Tudományos Akadémia egyik jeles támogatója és igazgatója a 19. század derekán építtetett egy vadászkastélyt a templom közelében, ebből ma már csekély romok látszanak csupán.
A 2002-2004-ben végzett kutatások nyomán körvonalazódott a templom sajátosan alakuló építéstörténete, s egyúttal a több alkalommal feltárt, de mindannyiszor visszameszelt falképeinek szondázó vizsgálata nyomán rendkívül kvalitásos és ikonográfiai szempontból is ritka és sajátos együttes részletei (Szt. Móric, a szegény Lázár történetének részletei, Szt. Mihály) kerültek részben ismét napfényre. Ezzel kibontakozni kezdett az alföldi régió egyik legjelentősebbnek ígérkező középkori falképegyüttese.
Az épületkutatás nyomán egyértelművé vált az is, hogy az álló épület középkori részénél két 13. századi építési fázissal számolhatunk, az Árpád-kori falakba ülőfülkék mélyedtek, keskeny, rézsűs bélletű ablakaik félkörívesen záródtak, előkerült egy a fal vastagságában kialakított lépcső illetve a karzatok maradványai. A padlócsere alkalmával végzett régészeti kutatások egy még korábbi templom alapjait is azonosították.
A templom legérdekesebb feltárt eleme a hajó délkeleti sarkában talált baldachinszerű oltárépítmény (cibórium). Hasonló struktúrájú építmények a jelek szerint nem állhattak nagy számban középkori templomainkban, a Kárpát-medencében egyetlen további példáját ismerjük. Az északnyugati sarkán egykor szabadon álló oszlopra támaszkodó él-keresztboltozatos cibórium egykorú a templommal s a 14. században a szentéllyel együtt gazdag, feliratokkal tűzdelt kifestést kapott. Hátfalain Maiestas Domini ábrázolás illetve a Szentlélek megjelenése látható. A közhiedelemmel ellentétben kiderült az, amire már jó néhány példát találtak tájainkon is, hogy a Reformációkor nem meszelték le a falképeket, azok még hosszú ideig takaratlanul álltak s csak a 17. században vakolták őket le.
A tervezett külső és belső helyreállítás során bemutatásra kerülnének a rendkívül értékes középkori részletek és a további támogatások függvényében szakaszonként restaurálnák a szentély falképeit is, melyek mindenképpen jelentős turisztikai látványosságnak ígérkeznek.

## Az 1900-as évek legelején
Ady Endre, még kezdő nagyváradi hírlapíró korában megjelent egy szentesi vonatkozású verse "Sima úr telepít" címmel. A vers abból az alkalomból született, hogy Sima Ferenc a Bihar megyei Siterbe, száz szentesi család telepítését szervezte. Az 1848-as párt színeiben politizáló Sima Ferenc gazdasági vállalkozásaival csődbe jutott. Politikai ellenfelei még siettették is tönkrejutását. Miután helyzete itthon tarthatatlanná vált, Amerikába távozott. Ady Endre verse ebben a Sima körüli botrányhangulatban jelent meg a “Nagyváradi Szabadság” című Tisza-párti, szabadelvű lapban 1900. március 25-én Dyb. aláírással.

## Külső hivatkozások
- Siteri Református Egyház honlapja Archiválva 2009. március 10-i dátummal a Wayback Machine-ben
- Katolikus lexikon
- Nagyvárad alpolgármesterének honlapja
- Orendt Mihály honlapja
- Google műholdas térkép